# Тамм Ігор Євгенович
Ігор Євгенович Тамм (нар. 26 червня (8 липня) 1895, Владивосток, Російська імперія — пом.12 квітня 1971, Москва) — фізик-теоретик, лауреат Нобелівської премії з фізики 1958 року; начальник сектора конструкторського бюро № 11 (Арзамас-16), академік Академії наук СРСР, доктор фізико-математичних наук, Герой Соціалістичної Праці.

## Біографія
Народився 8 липня (за старим стилем 26 червня) 1895 року у Владивостоці. Син інженера-будівельника, що працював на будівництві Транссибірської залізничної магістралі. Походив з німецької родини, що переїхала до Російської імперії у середині 19 століття. 1898 року родина переселилася до Єлисаветграда (нині Кропивницький, Україна).
1913 року закінчив Єлисаветградську чоловічу гімназію. Того ж року поїхав навчатися до Единбурзького університету (Велика Британія), де закінчив перший курс. На початку літа 1914 року повернувся додому і вступив на фізико-математичний факультет Московського університету. У 1915 році добровольцем пішов на фронт першої світової війни, кілька місяців перебував на фронті у складі санітарного загону. За наполяганням сім'ї повернувся до Москви і продовжив навчання. Закінчив Московський університет 1918 року. Брав активну участь у революційних подіях 1917 року, належав до фракції меншовиків-інтернаціоналістів.
1919 року розпочав свою діяльність як викладач фізики, спочатку у Кримському університеті в Сімферополі. Від 1921 року викладач Одеського політехнічного інституту під керівництвом видатного фізика Леоніда Мандельштама, що мав на молодого вченого винятково сильний вплив. Від 1922 року — в Москві, викладач і приват-доцент (з 1923 року) Комуністичного університету імені Свердлова (до 1925 року). Одночасно від 1923 року працював на факультеті теоретичної фізики Другого Московського державного університету і займав там від 1927 до 1929 року посаду професора. Крім того, від 1924 року Тамм одночасно почав читати лекції у Московському державному університеті (викладав там до 1941, потім від 1954), з 1926 року — приват-доцент.
У цей період наукової діяльності Тамм побудував квантову теорію розсіювання світла в твердих тілах (1930) і теорію розсіювання світла електронами (1930). В галузі квантової теорії металів спільно із Семеном Шубіним створив теорію фотоефекту в металах (1931). Теоретично довів можливість існування особливих станів електронів на поверхні кристалів («рівні Тамма», 1932), що згодом лягло в основу пояснення різних поверхневих ефектів у кристалах.
1930 року Тамм став професором і завідувачем кафедрою теоретичної фізики МДУ (до 1937 року). Доктор фізико-математичних наук (1934), того ж року обраний членом-кореспондентом Академії наук СРСР. Коли Академія 1934 року переїхала з Ленінграда до Москви, Тамм став завідувачем сектором теоретичної фізики академічного Інституту імені П. М. Лебедєва (потім — Фізичний інститут АН СРСР), і цю посаду обіймав до кінця життя. Тамм займався електродинамікою анізотропних твердих тіл та оптичними властивостями кристалів. Звернувшись до квантової механіки, в 1930 році Тамм пояснив акустичні коливання і розсіювання світла у твердих середовищах. У його роботі вперше була висловлена ідея про кванти звукових хвиль. Тамм пояснив фотоелектричну емісію електронів з металу, тобто емісію, викликану світловим опроміненням. Він встановив, що електрони поблизу поверхні кристала можуть перебувати в особливих енергетичних станах, пізніше названих таммовськими поверхневими рівнями. Тамм і С. Альтшуллер передбачили, що нейтрон, незважаючи на відсутність у нього електричного заряду, має негативний магнітний момент.
У 1934 році Тамм спробував пояснити за допомогою своєї бета-теорії природу сил, що утримують разом частинки ядра. Відповідно до цієї теорії, розпад ядер, викликаний випусканням бета-частинок, призводить до появи особливого роду сил між будь-якими двома нуклонами. Він виявив, що бета-сили насправді існують, але занадто слабкі, щоб виконувати роль «ядерного клею». Надалі Тамм математично розвинув цю кількісну теорію ядерних сил за схемою, на якій була створена сучасна мезонна теорія ядерних сил.
У 1936–1937 роках фізики Ігор Тамм та Ілля Франк запропонували теорію, що пояснює природу випромінювання, яку виявив Павло Черенков, спостерігаючи заломлюючі середовища, схильні до дії гамма-випромінювання. Тамм і Франк розглянули випадок електрона, що рухається швидше, ніж світло в середовищі. Хоча у вакуумі таке неможливо, це явище виникає в заломлюючому середовищі. Таким чином, І. Тамм став одним з творців теорії випромінювання Черенкова—Вавилова.
Завідував кафедрою теоретичної фізики Московського фізико-технічного інституту (1943–1950). У 1945 році розробив наближений метод трактування взаємодії та ядерних елементарних частинок (метод Тамма). У 1946 році Ігор Тамм був залучений до роботи над створенням першої атомної бомби в СРСР. Згідно з деякими публікаціями, питання про це вирішувалося ще в 1943 році, але тоді через національність вченого його кандидатура була відхилена. Зокрема, Тамм працював над дослідженням природи ударної хвилі великої інтенсивності.
У 1948 році виникла задача створення водневої бомби. За пропозицією І. В. Курчатова Ігор Євгенович Тамм організував групу для вивчення даного питання, хоча навіть у принципову можливість створити таку зброю багато учених не вірили. Проте вже в 1950 році таке завдання було поставлене, причому з дуже жорсткими термінами вирішення. Тамм з групою співробітників Фізичного Інституту був переведений в КБ-11 в Арзамас-16 (нині Саров), начальником відділу, в травні 1952 року призначений начальником сектору.
Використовуючи напрацьовані з 1948 року ідеї, група академіка Тамма, зокрема, молоді співробітники В. Л. Гінзбург і А. Д. Сахаров, висунула кілька найважливіших оригінальних і витончених пропозицій, які й дозволили створити таку бомбу в найкоротші терміни. Зокрема, був запропонований метод утримання газового розряду за допомогою потужних магнітних полів — принцип, який досі лежить в основі бажаного досягнення контрольованої термоядерної реакції (ядерного синтезу). Успішне випробування першої радянської водневої бомби сталося 12 серпня 1953 року. Важливим є той факт, що на відміну від американської водневої бомби, вперше випробуваної в листопаді 1952 року, радянська бомба діяла за іншою схемою і була закінченим пристроєм, цілком готовим до практичного застосування. У 1953 році І. Є. Тамм обраний академіком АН СРСР.
За участь у розробці водневої бомби з формулюванням «за успішне виконання спеціального завдання уряду» Указом Президії Верховної Ради СРСР від 4 січня 1954 року (не публікувався) Тамму Ігору Євгеновичу присвоєно звання Героя Соціалістичної Праці з врученням ордена Леніна і золотої медалі «Серп і Молот» (№ 6746).
На початку 1954 року академік Ігор Євгенович Тамм повернувся в Москву, і працював у Фізичному Інституті АН СРСР до кінця життя. У 1954–1957 роках знову був професором МДУ. Член Бюро Відділення фізико-математичних наук АН СРСР (1957–1959). Член Бюро Відділення ядерної фізики АН СРСР (1963–1970). Член редколегії журналів «Вісник Академії наук СРСР» (1963–1969) і «Ядерна фізика» (1964–1971). Автор фундаментального курсу «Основи теорії електрики» (1929), який тільки за життя автора перевидавався 8 разів, перекладений на багато мов світу. Загальна кількість наукових праць І. Є. Тамма обчислюється сотнями. Створив школу фізиків-теоретиків, до якої належать багато видатні радянські та російські вчені.
У 1958 році Тамму, Франку і Черенкову була присуджена Нобелівська премія з фізики за дослідження теорії випромінювання Черенкова—Вавилова. Вручення найвищої наукової світової нагороди відразу трьом ученим — перший і єдиний випадок в історії Нобелівської премії. 
Ігор Євгенович Тамм був обраний членом багатьох наукових академій світу, в тому числі почесний член Національної академії наук і мистецтв США (1961), дійсний член Польської академії наук (1959), ординарний член Королівської академії наук Швеції (1959), почесний член Національної академії наук у Нью-Йорку (США, 1970), член Німецької академії натуралістів «Леопольдіна» (НДР, 1964). Золота медаль імені М. В. Ломоносова АН СРСР (1968).
З середини 60-х років важко хворів, кілька років був підключений до приладу примусового дихання, але продовжував вести наукову роботу до останніх днів життя. Жив у Москві. Ігор Євгенович Тамм помер 12 квітня 1971 року. Похований на Новодівичому цвинтарі Москви.
Лауреат двох Сталінських премій СРСР (1946, 1953). Нагороджений чотирма орденами Леніна (1953, 1954, 1956, 1965), орденом Трудового Червоного Прапора (1945), медалями.

## Вшанування пам'яті
Ім'ям академіка І. Є. Тамма названа площа в Москві. На його честь встановлено меморіальну дошку на будинку Фізичного Інституту АН СРСР у Москві. У 1995 році Академія наук СРСР заснувала премію імені І. Є. Тамма.
У місті Кропивницький на будинку Єлисаветградської чоловічої гімназії, в якій навчався Ігор Тамм, встановлено меморіальну дошку. Біля головного корпусу НВП «Радій» по вулиці Героїв України, 29 встановлено пам'ятник Ігорю Тамму.